# Jaromir Zachrich
Jaromir Zachrich (* 14. April 1985 in Mannheim-Neckarau) ist ein ehemaliger deutscher Volleyballspieler. Nach seinem Karriereende arbeitet er als Funktionär im Volleyball.

## Karriere

### Spieler
Zachrich begann seine Volleyball-Karriere beim VC Nagold und spielte anschließend im Jugendbereich des Bundesligisten TV Rottenburg. Später wurde er im Volleyball-Internat Frankfurt und beim VC Olympia Berlin zum Junioren-Nationalspieler und belegte unter dem damaligen Junioren Nationaltrainer Michael Warm den dritten Platz bei der Europameisterschaft 2004.
Zachrichs erste Station als Profi in der Bundesliga war seit 2004 der Moerser SC, mit dem er 2006 in das Finale des DVV-Pokals einzog. Als Mitglied der Sportfördergruppe der Bundeswehr erreichte er im selben Jahr mit der Militär-Nationalmannschaft das Endspiel um die Weltmeisterschaft. 2006 wechselte er den Verein zum Bundesligisten SG Eltmann, wo er sich unter Trainer Milan Marić als Stammspieler etablieren konnte. 2007 nahm der Mittelblocker an der Universiade in Bangkok teil und erhielt erstmals eine Einladung zur A-Nationalmannschaft. 2008 wechselte er zum deutschen Spitzenklub SCC Berlin. Mit dem Verein erreicht er 2010 im Challenge Cup den dritten Platz erreichte.
2010 wurde Zachrich vom Ligakonkurrenten evivo Düren verpflichtet. 2014 wurde Zachrich abermals von Nationaltrainer Vital Heynen in den A-Kader der Nationalmannschaft berufen. Er debütierte im Sommer 2014 bei einem Weltliga-Spiel gegen Argentinien. In der Saison 2014/15 erreichte er mit Düren den dritten Platz in der Bundesliga und das Halbfinale im DVV-Pokal. In der folgenden Saison kam er mit den SWD Powervolleys ins Playoff-Viertelfinale; im CEV-Pokal gelangte die Mannschaft ebenfalls ins Viertelfinale. In der Saison 2016/17 erreichte Zachrich mit den Dürenern den dritten Rang in der Meisterschaft. Im folgenden Jahr kamen die Powervolleys mit Zachrich ins Achtelfinale des CEV-Pokals, mussten sich aber im Playoff-Viertelfinale der Bundesliga geschlagen geben. Nach der Saison verkündete der Kapitän sein Karriereende, blieb aber beim Verein.
Zachrich studiert an der Deutschen Sporthochschule Köln Sport und Germanistik.

### Funktionär
Nach seinem Karriereende als Spieler blieb Zachrich bei den SWD Powervolleys Düren. Er arbeitete als Nachwuchskoordinator im Verein und kümmerte sich dabei unter anderem um Volleyball-Projekte mit Schulen der Region. Ende März 2021 verließ er den Verein. Seitdem arbeitet er als Sportdirektor beim Westdeutschen Volleyball-Verband (WVV).